# آرون نيترافالي
آرون نيترافالي (بالإنجليزية: Arun Netravali)‏ (و. 1946 – م) هو من الهند . وهو عضواً في الأكاديمية الوطنية للهندسة .

## التعليم
تعلم في جامعة رايس، وIIT Bombay ‏

## مناصب وهيئات
أدار جامعة كولومبيا.

## جوائز
حصل على جوائز منها:
- قلادة العلوم الوطنية الأمريكية في مجال التكنولوجيا والإبتكار
- ميدالية ألكسندر جراهام بيل من معهد مهندسي الكهرباء والإلكترونيات
- بادما بوشان  [لغات أخرى]‏
- جائزة فريدريك فيلبس لمعهد مهندسي الكهرباء والإلكترونيات [الإنجليزية]‏.